# 樟木乡 (兴国县)
樟木乡，是中华人民共和国江西省赣州市兴国县下辖的一个乡镇级行政单位。

## 行政区划
樟木乡下辖以下地区：
樟木村、塘埠村、牛岭村、螺形村、源坑村、新城村和肖南村。